# Don Steele
Don Steele (ur. 1 kwietnia 1936 w Los Angeles, zm. 5 sierpnia 1997 w Hollywood, Kalifornia) – amerykański didżej i aktor filmowy.

## Filmografia
- 1964: Żywe tarcze jako Radiowiec (głos)
- 1974: The Day the Earth Moved jako DJ
- 1975: Wyścig śmierci 2000 jako Junior Bruce
- 1977: Grand Theft Auto jako Brown, DJ TenQ Radio
- 1979: Rock ’n’ Roll High School jako Wrzeszczący Steve Stevens
- 1982: Oberża jako Howard Swine
- 1984: Gremliny rozrabiają jako Rockin' Ricky Rialto (głos)
- 1989: Nowhere to Run jako Charlie Caddo

- 1994: Uciekające córki jako XRAY – Deejay

## Wyróżnienia
Posiada swoją gwiazdę na Hollywoodzkiej Alei Gwiazd.